# Jadran Split Europa
Jadran Split Europa je hrvatski športski dokumentarni film. U 15-minutnom prisjećanju izravni protagonisti i svjedoci vremena evociraju uspomene na osvajanje naslova titule prvaka Europe, vaterpolista splitskog Jadrana, početkom 1992. godine. To je prvi sportski trofej te razine osvojen u samostalnoj Hrvatskoj. Vaterpolisti, novinari i svjedoci vremena prisjećaju se detalja o tome kako su vaterpolisti Jadrana u zadnji čas morali napustiti blokirani Split i kako su postali prvaci Europe pojačani tada najboljim igračima zagrebačke Mladosti Pericom Bukićem i Dubravkom Šimencom. Ovaj film za Hrvatsku radioteleviziju proizvela je i producirala tvrtka Ideje novih medijskih strategija (INMS), a premijerno je prikazan na HTV 2, 16. siječnja 2022. u 17:40 sati. 